# Những nhân viên gương mẫu
Những nhân viên gương mẫu là một bộ phim truyền hình được thực hiện bởi Trung tâm Phim truyền hình Việt Nam, Đài Truyền hình Việt Nam do NSƯT Lê Mạnh và NSƯT Vũ Trường Khoa làm đạo diễn. Phim phát sóng vào lúc 21h00 từ thứ 2 đến thứ 6 hàng tuần, bắt đầu từ ngày 13 tháng 8 năm 2019 và kết thúc vào ngày 1 tháng 11 năm 2019 trên kênh VTV1.

## Nội dung
Những nhân viên gương mẫu xoay quanh một tòa soạn báo đang trong giai đoạn chuyển mình. Với chủ trương sáp nhập hai phòng nội dung của Tạp chí Tinh hoa, kể từ đây, những câu chuyện về cuộc sống riêng tư, bản chất của mỗi nhân viên dần dần được hé mở...

## Diễn viên

### Diễn viên chính
- Mạnh Hưng trong vai Thanh[6]
- Đỗ Duy Nam trong vai Nam[2]
- Tiến Lộc trong vai Phong[2]
- Lan Hương trong vai Bà Như Ý[2]
- Lương Thu Trang trong vai Liên[2]
- Nguyễn Kim Oanh trong vai Chi[2]
- Diễm Hương trong vai Nguyệt[2]
- Minh Hằng (diễn viên) trong vai Bà Phượng[2]
- Phùng Tiến Minh trong vai Ông Hảo[2]
- Mạnh Cường trong vai Ông Nguyên[6]
- Tiến Đạt trong vai Ông Đức[6]
- Khuất Quỳnh Hoa trong vai Huyền[6]
- Vân Dung trong vai Bà Uyên[6]
- Ngô Thu Thuận trong vai Tiên
- Trang Moon trong vai Loan

### Diễn viên phụ
- Danh Tùng trong vai Tài
- Quang Thắng trong vai Thắng
- Hà Trung trong vai Bảo
- Vi Thường trong vai Tuyến
- Ngọc Tồ trong vai Cường "tồ"
- Trần Đức trong vai Ông Lợi
- Nguyễn Ngọc Anh trong vai Hương
- Ngô Minh Hoàng trong vai Duy
- Bé Phụng Nghi trong vai Bé Mít
- Hồ Phong trong vai Sơn
- Lena trong vai Nhung
- Thu Hạnh trong vai Bác sĩ Bình
- Tun Phạm trong vai Việt
- Trúc Quỳnh trong vai Bà Nga

Và một số diễn viên khác...

## Ca khúc trong phim
Bài hát trong phim là ca khúc "Những nhân viên gương mẫu" do Trần Quang Duy sáng tác và Đinh Mạnh Ninh trình bày.

## Thay đổi lịch phát sóng
Vào ngày 2 tháng 9 năm 2019, tập 14 của phim đã được lùi phát sóng xuống một ngày do trùng với lịch phát sóng chương trình tọa đàm "Lời Người dặn lại nước non". Ba tập của bộ phim cũng được chuyển ngày phát sóng sang tuần sau do trùng với lịch các chương trình truyền hình trực tiếp. Một tập phim đã được bổ sung sau đó và phát sóng vào ngày 1 tháng 11 cùng năm, nâng tổng số tập lên 51.